# 6029 Edithrand
6029 Edithrand (1948 AG) là một tiểu hành tinh vành đai chính bên trong được phát hiện ngày 14 tháng 1 năm 1948 bởi Lick Observatory ở Mt. Hamilton.